# Fédération brêmoise de football

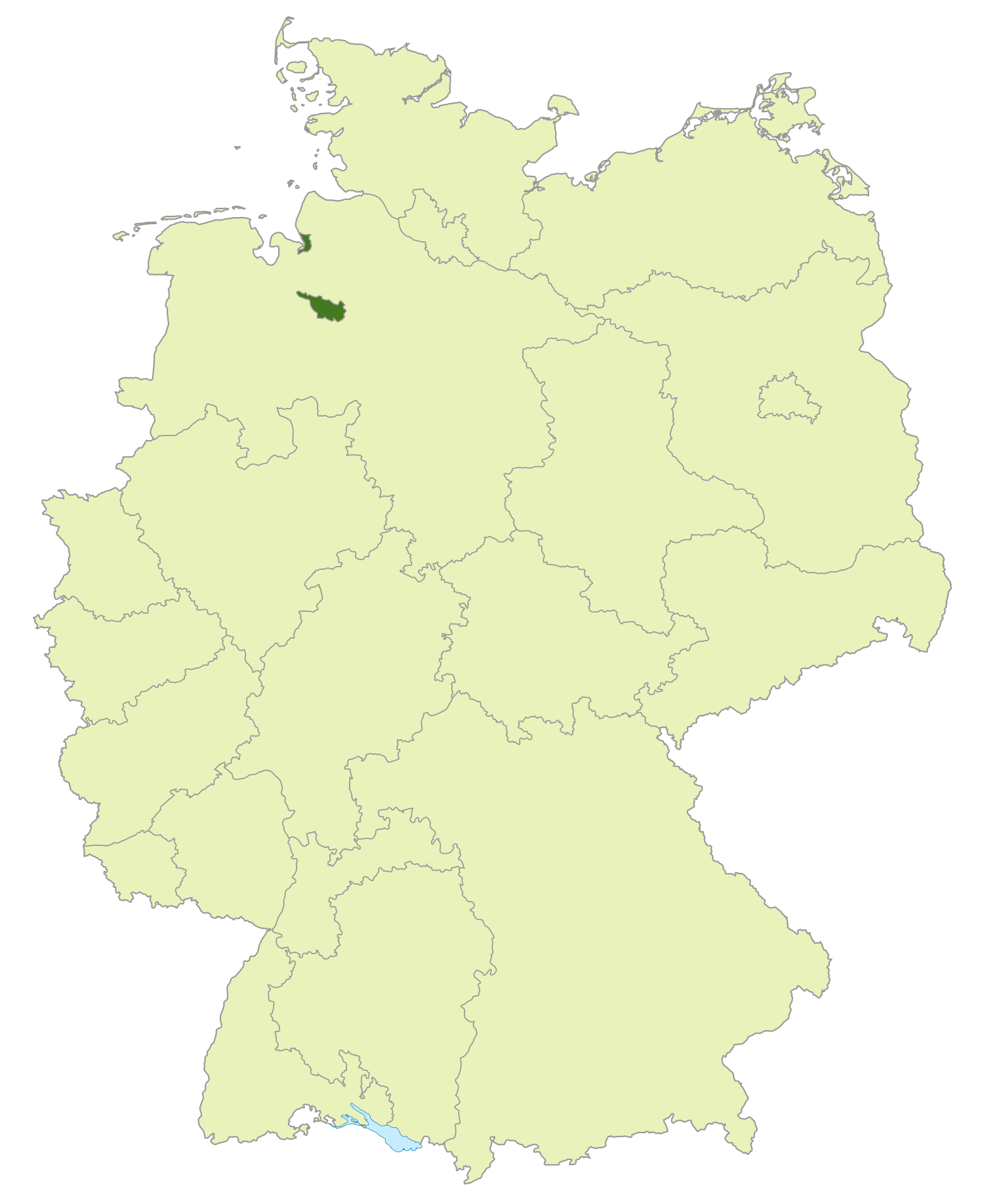
Localisation du territoire de la BFV

La Fédération brêmoise de football (BFV, allemand : Bremer Fußball-Verband) est une fédération régionale de football, membre de la DFB, subalterne de la Norddeutscher Fußball-Verband (NFV).
La BFV couvre le territoire de la ville libre de Brême et de l'enclave de Bremerhaven. C'est la plus petite des fédérations régionales. Elle est la plus petite fédération régionale d'Allemagne, avec 88 clubs et 42 829 licenciés (2023).

## Histoire

### Verband Bremer Fußball-Vereine (VBFV)
La BFV fut fondée le 1er avril 1899 sous le nom de Verband Bremer Fußball-Vereine (VBFV) par sept clubs :
- Bremer SC 1891
- Club SuS 1896 Bremen
- SC Germania 1899 Bremen
- ASC 1898 Bremen
- SC Hansa 1898 Bremen
- Bremer FV
- KSV Simson Bremen

En décembre 1899, la VBFV accueillit l'entrée du FV Werder 1899 Bremen.
La VBFV fut représentée en janvier 1900 lors de la fondation de la DFB, à Leipzig et fut une des fondatrices de la Norddeutscher Spiel-Verband (NSV), en avril 1905.
En 1907, la Fédération fut dissoute, ses clubs émargèrent à la Bezirk VIII de la NSV.
- Championnats de la VBFV
- 1900 : Bremer SC 1891
- 1901 : Bremer SC 1891 II
- 1902 : Bremer SC 1891
- 1903 : FV Werder 1899 Bremen
- 1904 : Bremer SC 1891
- 1905 : Bremer SC 1891
- 1906 : FV Werder 1899 Bremen
- 1907 : Bremer SC 1891

### Fußballverband an der Unterweser (FadU)
Le Fußballverband an der Unterweser (FadU) fut une fédération locale de football créée le 15 avril 1900, dans la région de l'embouchure de la Weser (actuelle enclave de Bremerhaven).
La FadU organisa un premier championnat lors de la saison 1900-1901. La compétition fut prévue en deux divisions mais comme dès le mois d'octobre 1900, deux clubs avaient déjà arrêté, toutes les équipes furent regroupées en une seule série. Lors de la deuxième saison, le championnat se résuma à deux clubs.
Il semble qu'en 1903, la FadU fut dissoute mais que le 10 juillet 1903, une Fußballvereinigung an der Unterweser fut recréée et qu'elle reprit l'abréviation FadU. Elle organisa un dernier championnat en 1905-1906.
En avril 1905, le FC Bremerhaven-Lehe fut un des fondateurs de la NSV.
À partir de 1907, la FadU n'exista plus. Ses équipes participèrent alors aux compétitions avec celles de Brême dans la Bezirk VIII de la NSV.
De 1912-1922, cette région devint le Bezirk XI (Unterweser) de la NSV
- Championnats de la FadU
- 1901 : FC Bremerhaven-Lehe
- 1902 : FC Bremerhaven-Lehe
- 1903 : FC Bremerhaven-Lehe
- 1904 : inconnu
- 1905 : FC Bremerhaven-Lehe
- 1906 : FC Bremerhaven-Lehe

### Norddeutscher Spiel-Verband
De 1907 à 1933, la Norddeutscher Spiel-Verband (NSV) présida aux destinées du football dans toute la région Nord, avec délégation de pouvoir à certains comités locaux.
Après l'arrivée au pouvoir des nazis, toutes les fédérations régionales de football existantes furent dissoutes. Les clubs de la région de Brême furent versés dans la Gauliga Niedsersachsen. En 1942, cette ligue fut scindée en deux : la Gauliga Braunschweig/Süd Hannover et la Gauliga Weser-Ems. Les clubs de Brême furent reversés dans cette dernière.
Après la défaite de l'Allemagne nazie, la ville libre de Brême bien que géographiquement dans la zone d’occupation britannique fut placée sous contrôle américain. Les autorités militaires autorisèrent la constitution d’une fédération de football qui devint la Bremer Fußball-Verband.

## Organisation

Découpage administratif de la ville de Brême et de l’enclave de Bremerhaven.

La BFV est subdivisée en trois arrondissements : Bremen-Stadt (Brême-Vill), Bremen-Nord (Brême-Nord) et Bremerhaven

## Ligues
La BFV gère la Bremen Liga, (anciennement Verbandsliga Bremen), une ligue de niveau 5, située sous les Regionalligen.
Au niveau 6, on trouve la Landesliga, ensuite, vient la Bezirksliga (partagée en deux groupes Berzirksliga Bremen Stadt & Bremen-Nord et Bezirksliga Bremerhaven).
Les niveaux suivant sont la Kreisliga (niveau 8, partagé en quatre groupes, 3 pour Bremen Stadt & Bremen-Nord et 1 pour Bremerhaven) et tout en bas de la pyramide, la Kreisklasse (niveau 9, scindé en trois groupes).

## Club phare
Le club le plus réputé et le plus titré de la BFV est le
- - SV Werder Bremen

Drapeau du Länder de Brême
Armoiries de la ville libre de Brême

### Les autres fédérations subalternes de la NFV
- Niedersächsischer Fußballverband (NFV)
- Hamburger Fußball-Verband (HFV)
- Schleswig-Holsteinischer Fußball-Verband (SHFV)